# サレナ・モスク
サレナ・モスク（マケドニア語: Шарена Џамија；アルバニア語: Xhamia e Pashës；トルコ語: Alaca Cami）は、北マケドニア・テトヴォのペネ川沿いにあるモスク（イスラム教寺院）である。1438年に設立、1888年にアブドゥルラーマン・パシャ（Abdurrahman）によって再建された。